# إم-577 (مركبة قيادة وسيطرة)
مركبة القيادة المتنقلة إم-577 أو مركبة القيادة والسيطرة إم-577 (M577)، هي نسخة من ناقلة الجند المدرعة M113 التي تم تطويرها وإنتاجها بواسطة شركة FMC لتعمل في ساحة المعركة كمركز أو مركبة قيادة وسيطرة متنقل أي مركز عمليات تكتيكي، عادةً على مستوى الكتيبة. 
تم إدخالها إلى الجيش الأمريكي في عام 1962 وسرعان ما شهدت الخدمة العملياتية في حرب فيتنام ثم في غزو العراق عام 2003 . يتم استخدامها من قبل العديد من الجيوش في جميع أنحاء العالم وتم تعديلها لاستخدامات أخرى مثل مركبة إسعاف مدرعة أو مركبة مكافحة حرائق. 
يمكن تمييز الـ M577 بسهولة عن M113 من خلال هيكلها العلوي المرتفع ووحدة الطاقة المساعِدة (APU) المثبتة على السقف. تكون المركبة عادة غير مسلحة.

## خلفية
أظهرت الخبرة التي اكتسبها الجيش الأمريكي في الحرب العالمية الثانية أن التعاون الوثيق بين قوات المشاة والقوات المدرعة يعد ضرورة للحرب الميكانيكية المتنقلة ذات الأسلحة المشتركة. تزيد الحرب المتنقلة من نطاق وحجم مسرح العمليات، كما أن مراكز القيادة والتحكم المتنقلة ضرورية لتنسيق العمليات على مستوى الفرقة واللواء والكتيبة. 
في حين أن الدبابات والسيارات المدرعة قدمت مستوى من الحماية ضد النيران، إلا أنها لم توفر عادةً مساحة داخلية كافية للسماح للموظفين الإضافيين اللازمين لتشغيل جميع أجهزة الراديو. كان من الممكن استخدام المركبات الخفيفة أو غير المسلحة لنقل الهياكل المؤقتة (مثل الخيام) التي توفر مساحة عمل أكبر، ولكن هذه الهياكل كانت تفتقر إلى الحماية من نيران الأسلحة المباشرة وغير المباشرة، وكان من الممكن أن تتجاوز وحدات الخطوط الأمامية المتقدمة نطاق الاتصالات لمركز القيادة، مما استلزم تفكيك الهيكل/المركز ونقله إلى موقع جديد. أظهرت الخبرة المكتسبة في الثلوج والطين في الحرب الكورية ميزة المركبات المجنزرة على المركبات ذات العجلات.

## التصميم

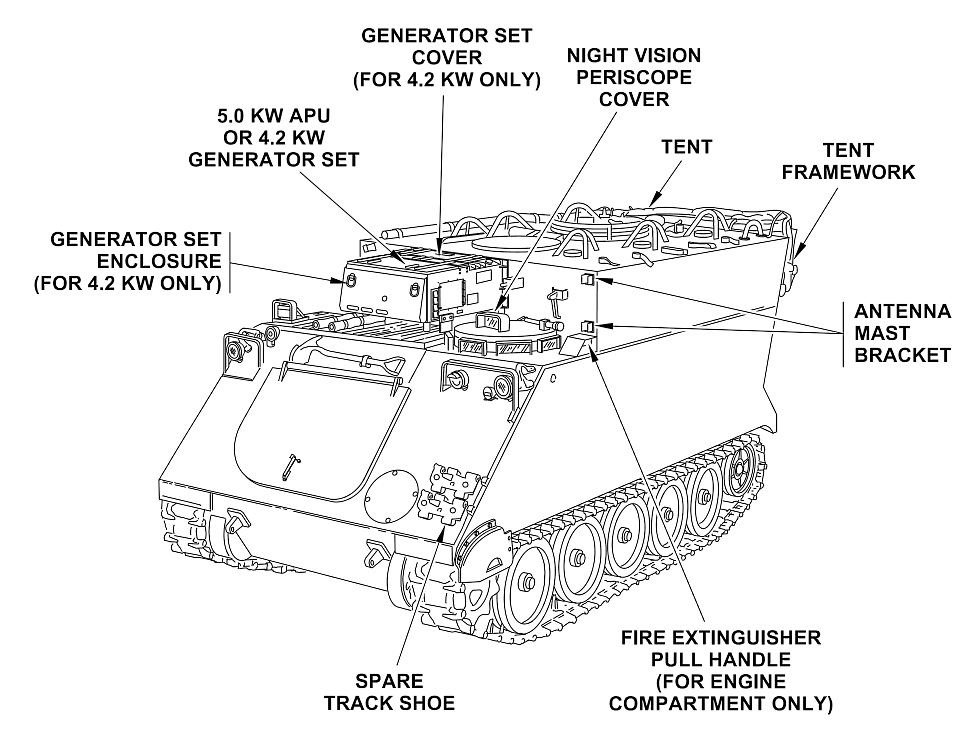
المكونات الرئيسية لمركبة القيادة والتحكم M577A3
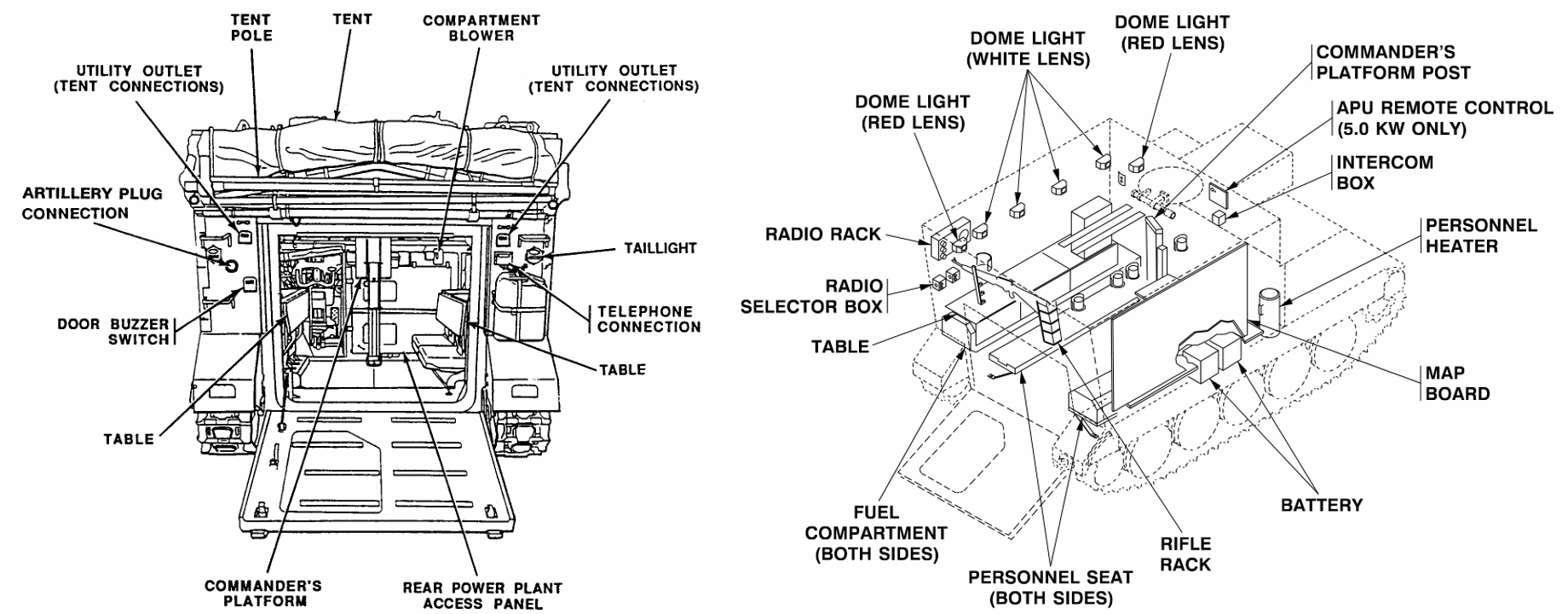
M577A3 المنظر الخلفي والتخطيط الداخلي.
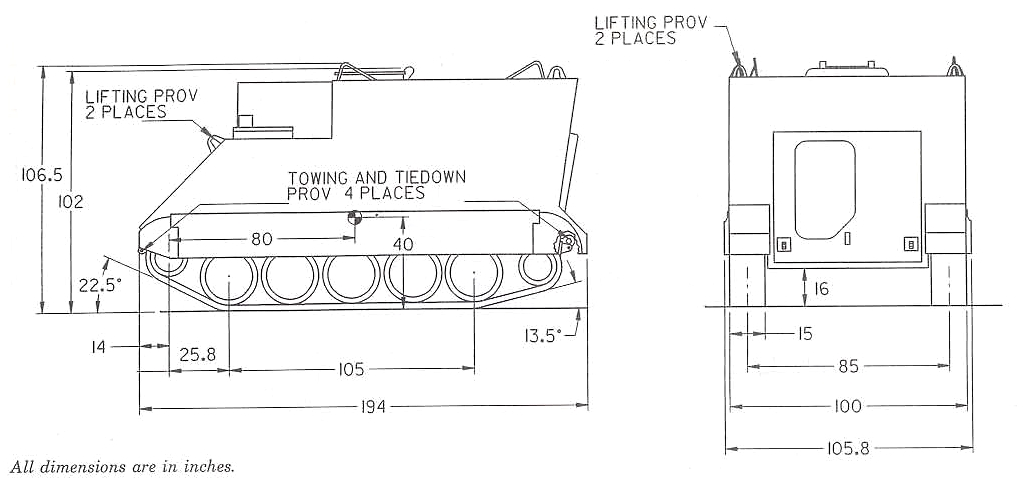
أبعاد الـ M577.
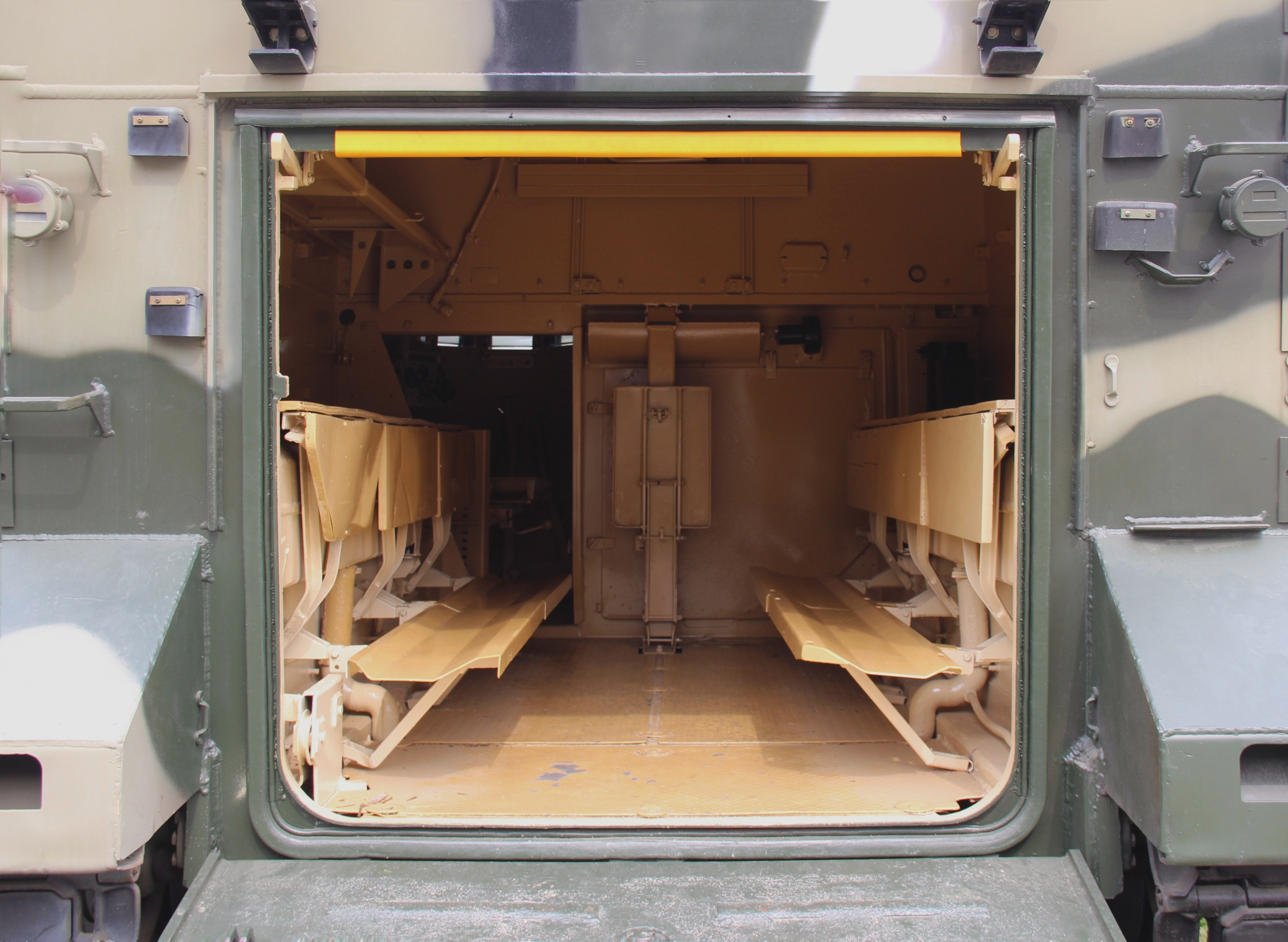
الجزء الداخلي من M577. يمكن رؤية المساحة الإضافية الرأسية مقارنةً بالطراز M113 بوضوح.
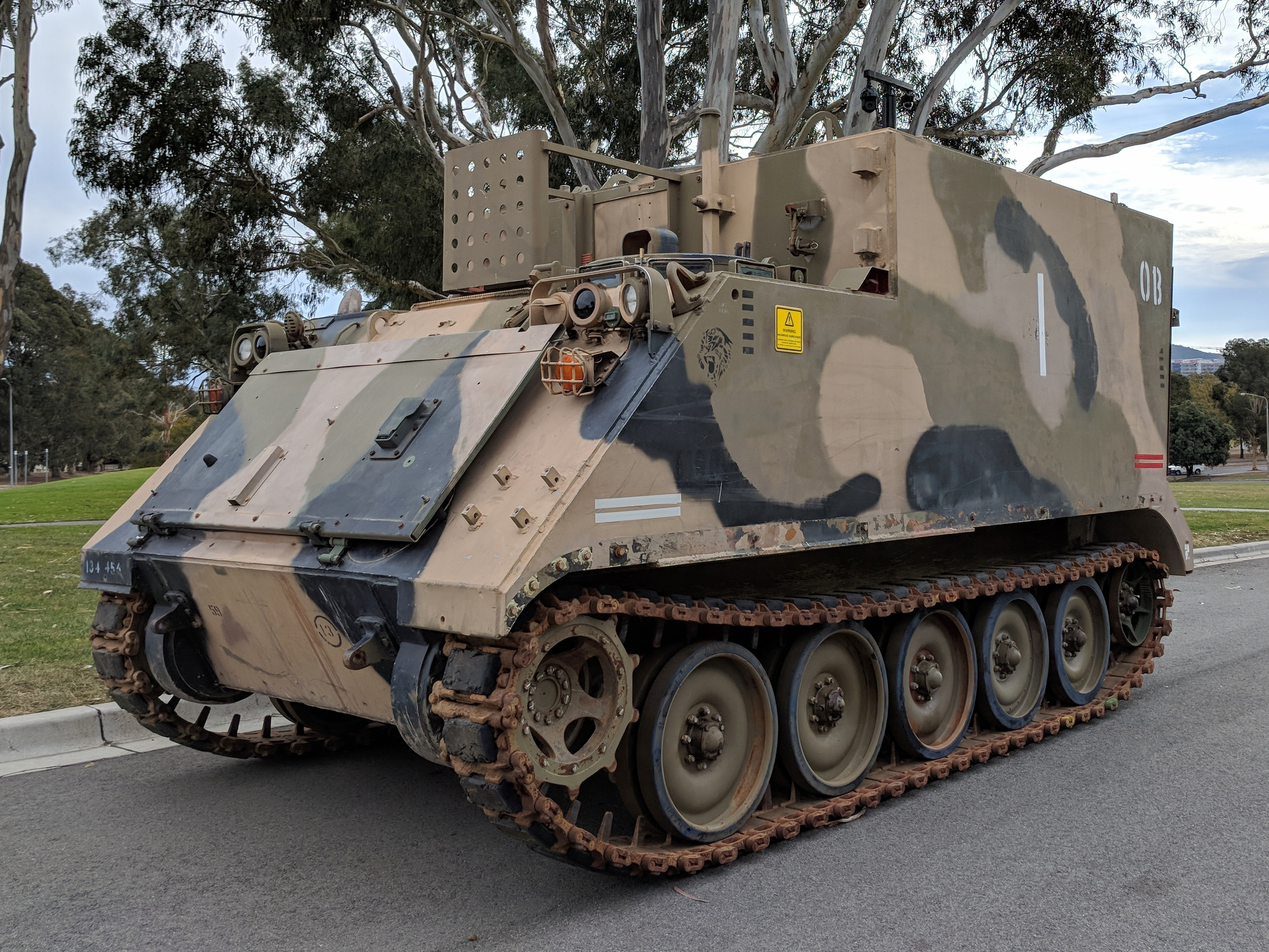
دبابة M577A1 تابعة للجيش الأسترالي متقاعدة وتشكل جزءًا من مجموعة النصب التذكاري للحرب الأسترالية.
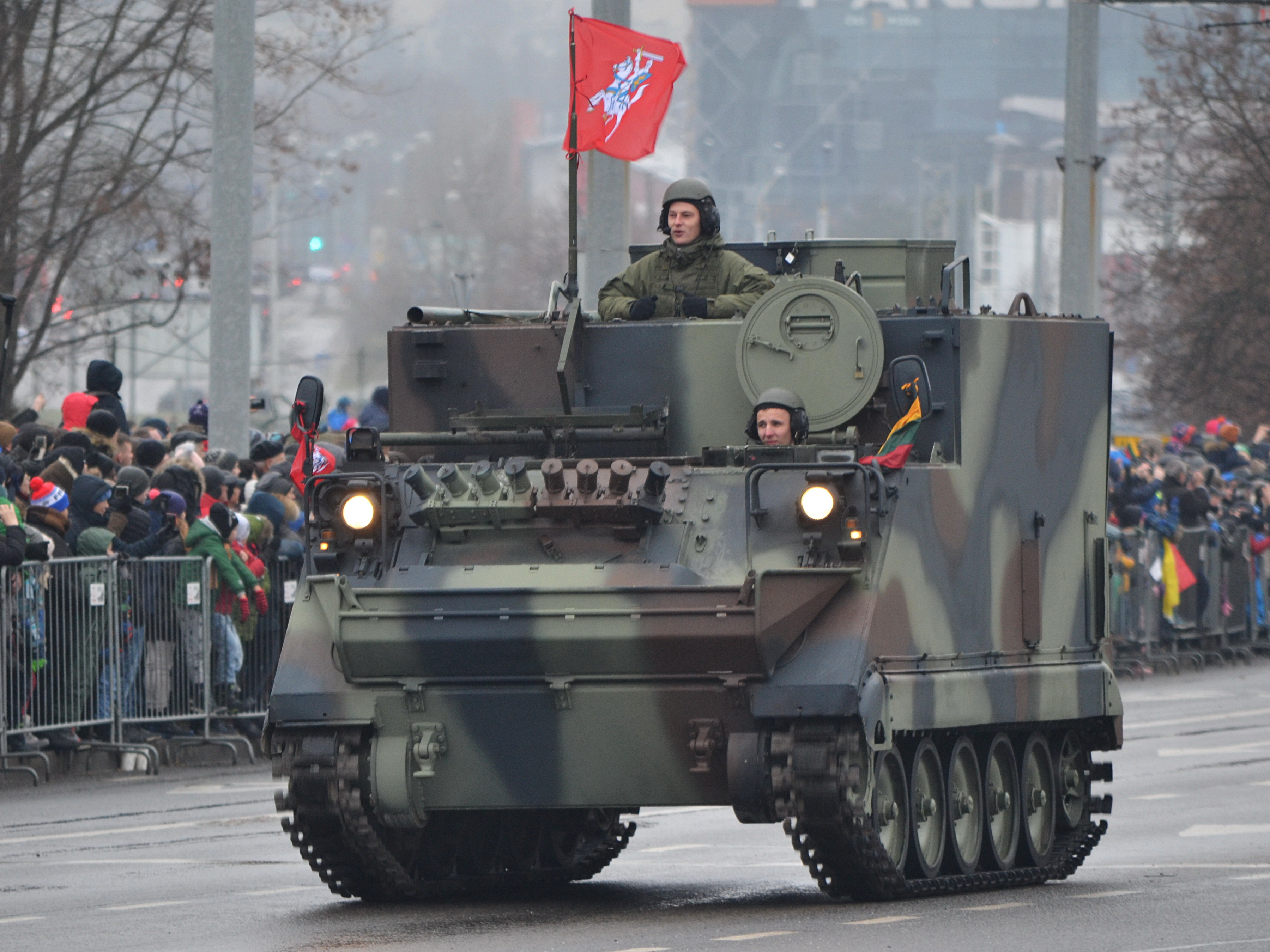
وحدة ألمانية سابقة من طراز M577GA2 GefStdPz في الخدمة في ليتوانيا.
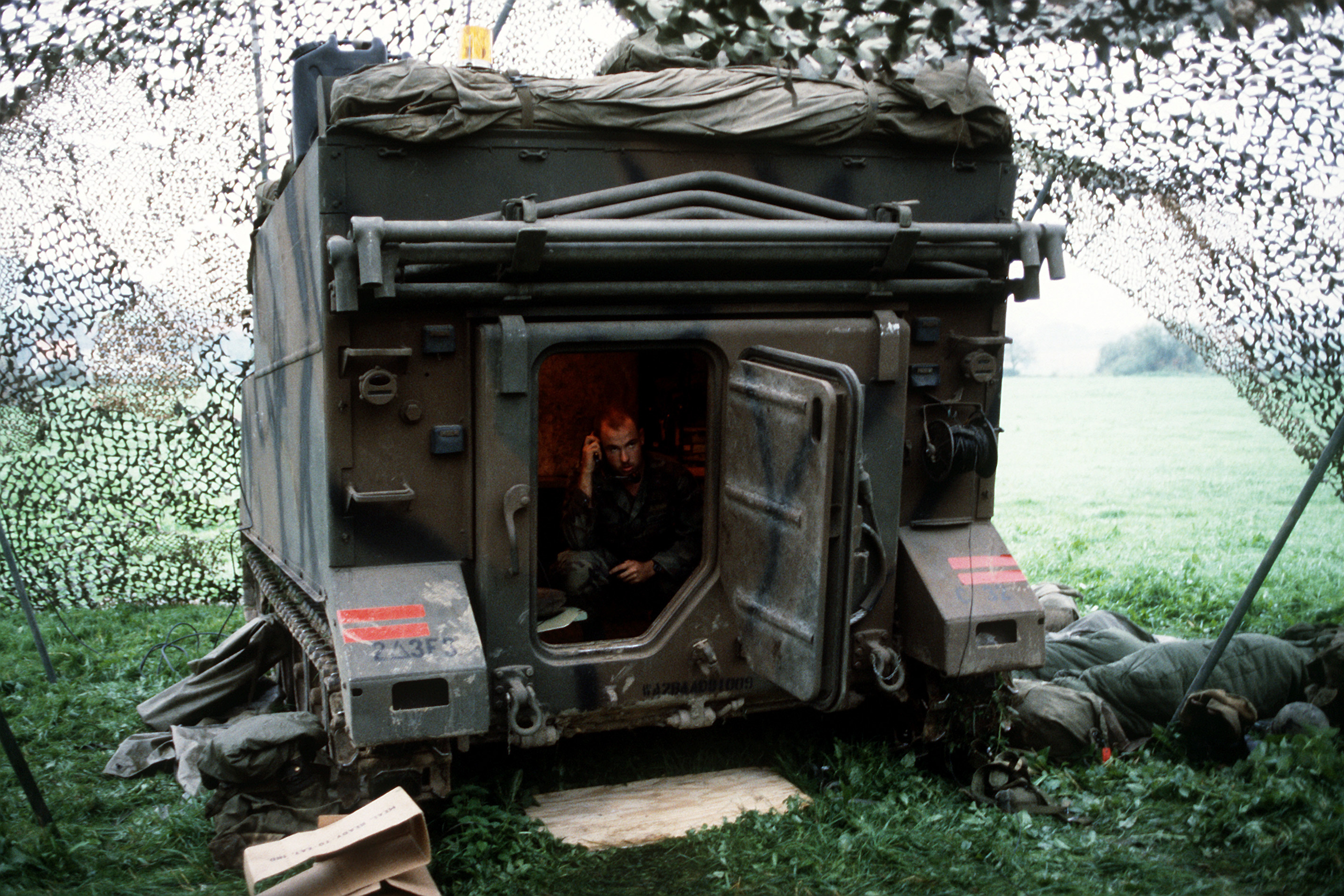
منظر خلفي لمركبة M577 تحت شبكة التمويه أثناء تمرين REFORGER '85. جندي داخل المركبة يستخدم الراديو.
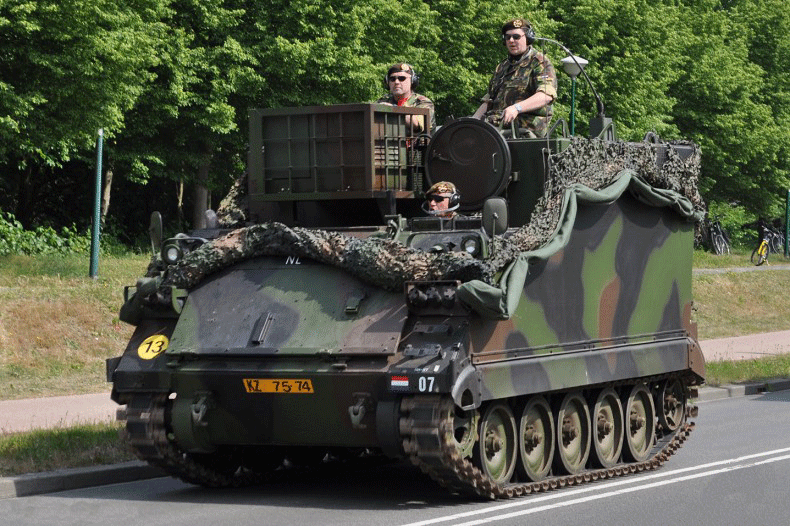
M577A1 تابعة للجيش الهولندي. وقد تم بيع بعض هذه المركبات فيما بعد إلى البحرين.